# Cailoro Lata
Cailoro Lata ist eine historische Befestigungsanlage im osttimoresischen Suco Tutuala (Gemeinde Lautém). Im Portugiesischen werden solche Anlagen als Tranqueira (deutsch Deckung, Verschanzung) bezeichnet.
Die Anlage befindet sich am südöstlichen Ortsrand des Ortes Tutuala, nahe der Grundschule und Kirche. Die Steine wurden nahezu vollständig abgetragen, um mit ihnen den Amtssitz des lokalen Kolonialverwalters und die Polizeistation zu bauen, nachdem das Gebiet 1902 unter portugiesische Kontrolle gebracht wurde.
Der Clan (fataluku: ratu) der Cailoro (Tchailoro) hatte hier einen befestigten Hauptsitz. Unterhalb der westlichen Klippen befindet sich in einer kleinen Höhle ein Steinaltar (tei) mit Schädeln aus Kriegszeiten. Vom João Praia („Strand des Johannes“) an der Nordküste von Tutuala aus betrieben die Cailoro Handel mit Makassar.